# Saut à la perche masculin aux Jeux olympiques d'été de 2004
Navigation
Sydney 2000 Pékin 2008
L'épreuve du saut à la perche masculin aux Jeux olympiques de 2004 s'est déroulée les 25 et 27 août 2004 au Stade olympique d'Athènes, en Grèce.  Elle est remportée par l'Américain Timothy Mack.

## Résultats

### Finale
| Rang               | Athlète            | Pays       | 5,40 | 5,55 | 5,65 | 5,75 | 5,80 | 5,85 | 5,90 | 5,95 | Marque | Note |
| ------------------ | ------------------ | ---------- | ---- | ---- | ---- | ---- | ---- | ---- | ---- | ---- | ------ | ---- |
| Médaille d'or      | Timothy Mack       | États-Unis |      | O    | XO   | O    | -    | XO   | O    | XXO  | 5,95   | OR   |
| Médaille d'argent  | Toby Stevenson     | États-Unis |      | O    | O    | O    | -    | XO   | O    | XXX  | 5,90   |      |
| Médaille de bronze | Giuseppe Gibilisco | Italie     |      | XO   | -    | O    | -    | O    | X--  | XX   | 5,85   | SB   |
| 4                  | Igor Pavlov        | Russie     |      | O    | O    | XO   | XO   | XX-  | X    |      | 5,80   | PB   |
| 5                  | Danny Ecker        | Allemagne  |      | XXO  | -    | O    | XXX  |      |      |      | 5,75   | SB   |
| 6                  | Lars Börgeling     | Allemagne  |      | O    | -    | XXO  | XX-  | X    |      |      | 5,75   | SB   |
| 7                  | Derek Miles        | États-Unis |      | O    | XO   | XXO  | X--  | XX   |      |      | 5,75   |      |
| 8                  | Aleksandr Averbukh | Israël     |      |      | O    | XXX  |      |      |      |      | 5,65   | SB   |
| 9                  | Rens Blom          | Pays-Bas   |      | XO   | O    | XXX  |      |      |      |      | 5,65   |      |
| 9                  | Denys Yurchenko    | Ukraine    |      | XO   | O    | XXX  |      |      |      |      | 5,65   |      |
| 11                 | Tim Lobinger       | Allemagne  |      | O    | XXX  |      |      |      |      |      | 5,55   |      |
| 11                 | Paul Burgess       | Australie  |      | O    | -    | XXX  |      |      |      |      | 5,55   |      |
| 13                 | Pavel Gerasimov    | Russie     |      | XO   | X--  | X    |      |      |      |      | 5,55   |      |
| 13                 | Ruslan Yeremenko   | Ukraine    |      | XO   | -    | XXX  |      |      |      |      | 5,55   |      |
| 13                 | Daichi Sawano      | Japon      | O    | XO   | XXX  |      |      |      |      |      | 5,55   |      |
| 16                 | Oleksandr Korchmid | Ukraine    |      | XXO  | XXX  |      |      |      |      |      | 5,55   |      |

## Légende
Records et Performances
- AR : Record continental (area record)
- CR : Record des championnats (championship record)
- MR : Record du meeting (meet record)
- NR : Record national (national record)
- OR : Record olympique (olympic record)
- PR : Record paralympique (paralympic record)
- PB : Record personnel (personal best)
- SB : Meilleure performance personnelle de la saison (season's best)
- WL : Meilleure performance mondiale de l'année (world leader)
- WJR : Record du monde junior (world junior record)
- WR : Record du monde (world record)

Circonstances et Conditions
- DNF : N'a pas terminé (did not finish)
- DNS : N'a pas pris le départ (did not start)
- DQ : Disqualification (disqualification)
- NM : Aucun essai valable enregistré (No Mark)
- Q : Qualifié « directement » au prochain tour (ou à la prochaine compétition), lors d'une compétition majeure, grâce au classement ou à la réalisation des minima (automatic qualifier)
- q : Qualifié au prochain tour (ou à la prochaine compétition), lors d'une compétition majeure, grâce au repêchage ou à la réalisation de l'une des meilleures performances parmi celles des « non qualifiés directement » (grâce au meilleur temps ou à la meilleure distance par exemple) (secondary qualifier)